# Päse
Päse ist ein Ortsteil der Gemeinde Meinersen in der niedersächsischen Samtgemeinde Meinersen (Landkreis Gifhorn). Das Dorf hat 471 Einwohner (Stand: 1. Mai 2024).

## Ur- und Frühgeschichte
Charakteristische Feuersteinartefakte einzelner Oberflächenfundplätze in der Päser Gemarkung datieren in die ausgehende Altsteinzeit (Spätpaläolithikum) und die Mittelsteinzeit (Mesolithikum). Verschiedene  Axt- und Beilfunde aus Felsgestein und Feuerstein verweisen auf die Anwesenheit der jungsteinzeitlichen (Neolithikum) Bauern, wenngleich Siedlungsbefunde wie Keramik oder Hausbefunde noch fehlen. In der Bronzezeit verhält es sich ähnlich mit sehr wenigen Bronzeobjekten und fehlenden Hinweisen auf eine Besiedlung. Im Gegensatz dazu die Eisenzeit mit zahlreichen Urnengräberfeldern in den Sanddünen entlang der Okerniederung. Bislang fehlen auch hier Siedlungsnachweise. Die Römische Kaiserzeit, die Völkerwanderungszeit und das frühe Mittelalter lassen sich in der Region archäologisch nicht fassen.

## Geschichte
Im Jahre 1196 gehörte Päse – urkundlich nachweisbar – zusammen mit Meinersen und Seershausen zum Großdorf Ahnsen. Kurz nach 1196 wurden alle vier Orte – nach der Begradigung des Flusses Oker – selbstständig.
Damals bestand Päse aus 11 Kotten und 8 Brinksitzen, alle 19 Höfe von umliegenden Orten angesiedelt. Ein Vollhof kam erst später auf dem ausgetrockneten Arm der Oker dazu. Der Besitzer war ein „Pees“, der wahrscheinlich für den Namen des Ortes verantwortlich ist. Außer den Höfen gehörten auch noch kirchliche Bauten zum Ort: die Marienkirche (nach dem Jahre 1000 als Holzkirche erbaut, 1486 in Stein umgebaut und 1703 erweitert), deren Entstehung unter den Edelherren von Meinersen anzunehmen ist, das Pfarrhaus, das Pfarrwitwenhaus, die alte Schule und ein zinsfreies Haus.
Im 13. Jahrhundert gehörte Päse zum Besitz der Edelherren von Meinersen, die den Herzögen von Lüneburg lehnpflichtig waren. Im 14. Jahrhundert wurde um das Meinerser Gebiet – und damit auch um das Dorf Päse – mehrfach gestritten zwischen der Braunschweiger und der Lüneburger Linie der Welfen. Durch den Vergleich von Einbeck im Jahre 1512 gelangte Meinersen endgültig zur Lüneburg-Celler Linie der Welfen und gehörte bis zum Jahre 1885 zum Fürstentum Lüneburg, danach zum Regierungsbezirk Lüneburg.
Am Abend des 14. August 1681 wurden zwei Pestflüchtlinge auf Befehl der fürstlichen Regierung in Celle festgenommen und außerhalb von Päse, wie der spätere Meinerser Amtmann Otto Carl Niemeyer schreibt, „vermuthlich in einem Bienenzaun sorgfältig aufbewahrt“.
Aus ungeklärter Ursache brannten im Jahre 1747 fast alle Häuser Päses bis auf die Grundmauern ab. Im Laufe der folgenden beiden Jahre wurde das Dorf wieder aufgebaut – dokumentiert durch die Jahreszahlen an den Giebeln der alten Bauernhäuser. Für die Päser Einwohner war das 250-jährige Jubiläum des Wiederaufbaus im Jahre 1999 ein willkommener Anlass für ein großes Dorffest.
Ludwig Heinrich Grote wurde 1860 Pastor in Päse, musste den Ort aber drei Jahre später wieder verlassen, da er dort aufgrund eines theologischen Streites nicht mehr haltbar war. Nach 1866 setzte er sich für die Wiedererrichtung der hannoverschen Monarchie ein und erhielt aus diesem Grund den Beinamen „Welfenpastor“.
1885 entstand der Landkreis Gifhorn – Teile des alten Amtes Meinersen und damit auch das Dorf Päse wurden dem neuen Landkreis zugeschlagen. Bei der Gebietsreform in Niedersachsen verlor Päse am 1. März 1974 seine kommunale Selbstständigkeit. Seitdem ist der Ort ein Teil der Gemeinde Meinersen.
Päse erhielt 2001 beim Bundeswettbewerb „Unser Dorf soll schöner werden“ eine Goldmedaille. Im Jahr 2002 war Päse deutscher Preisträger beim Europa-Wettbewerb Entente Florale Europe in der Kategorie Dorf.

## Sehenswürdigkeiten

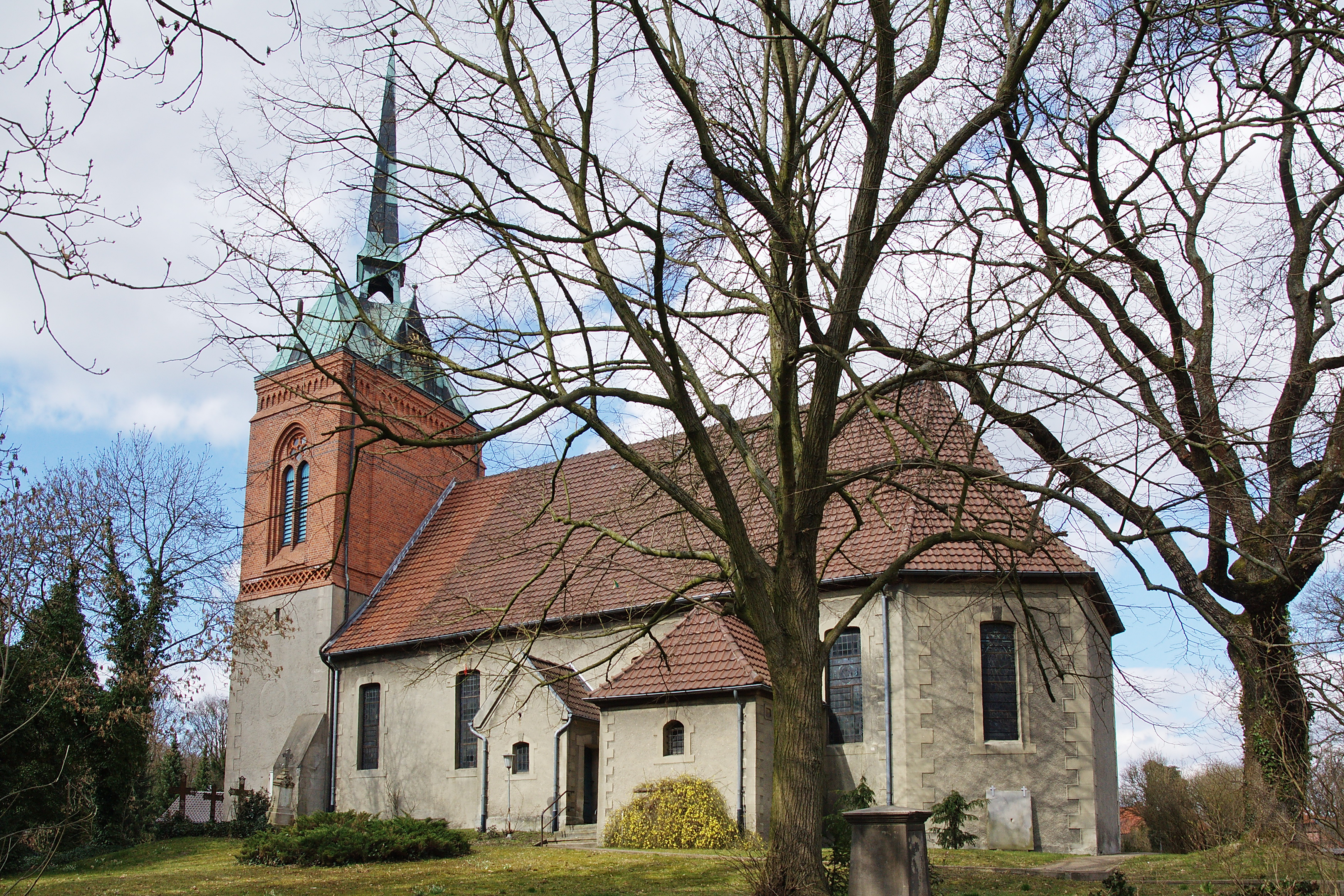
Marienkirche

- Evangelische Sankt-Marien-Kirche: Der Kirchenbau ist vollständig in Raseneisenstein erbaut. Die ältere Bauphase (romanisch) ist im Kirchturm und in der Südwand des Kirchenschiffes erhalten. In der mittleren Bauphase (gotisch) erfolgte der Ausbau des Kirchenschiffes auf die heute bekannte Breite. Datierung ermöglichen Wandmalereien aus der 2. Hälfte des 15. Jahrhunderts und der Jahresstein „1486“. In der jüngeren Bauphase (barock) wurde von 1701 bis 1703 der Chor angefügt. Zusätzlich wurde das Kirchenschiff auf die heute bekannte Höhe aufgestockt. 1708 wurde die Sakristei in der heutigen Form gestaltet. 1876 kam es zum Anbau eines Windfanges an der Südseite. 1890 erfolgte nach Blitzeinschlag die Neugestaltung der oberen Hälfte des Kirchturmes in Ziegelstein. 1912 wurde die Außenwand verputzt. Im Innern befindet sich ein hölzernes Tonnengewölbe mit untergelegten Holzrippen. Die älteste Glocke stammt aus dem Jahr 1512, die Kanzel wurde um 1680 geschaffen, das Altarretabel stammt aus dem Jahre 1708.[7]

## Vereine
- Sportvereinigung Meinersen-Ahnsen-Päse e. V.[8]

## Persönlichkeiten
- Ludwig Heinrich Grote (1825–1887), Theologe und Publizist